# 华西小石积
华西小石积是蔷薇科小石积属的种，为中国的特有植物。分布在中国大陆的云南、甘肃、四川、贵州等地，生长于海拔1,500米至3,000米的地区，一般生长在生山坡灌木丛中及田边路旁向阳干燥地。

## 别名
沙糖果（云南土名）

## 变种
- 华西小石积小叶变种 （Osteomeles schwerianae var. microphylla）